# 超时默许
超时默许（又称超时默认）是指行政审批部门对受理的事项，如果在规定时间内未作出准予或不予许可决定，又未经法定程序延长审批时限，逾期未办结的，将自动视为默认同意。

## 超时默许实践

### 天津市南开区
天津市南开区政府实施的“超时默许”机制，旨在改进行政许可审批流程，提高审批效率。该机制被列为第三届中国地方政府创新奖的获奖项目。

#### 机制运行
天津市南开区的“超时默许”机制依托OA系统进行管理，审批流程包括行政受理、抄告相关、并联审批、限时办结及超时默许。若在限期内未完成审批，系统会自动生成并打印加盖公章的许可证件，并送达申请人。同时，相关责任部门和人员需承担追责，补办审批手续。
南开区行政许可服务中心设有24个职能部门窗口，包括工商、税务、卫生、文化、环保、公安等部门。这些部门授权计算机系统对审批流程进行监管，保障审批程序在未人工干预时仍可持续运行。

#### 创新特征
“超时默许”机制的创新性主要体现在以下方面：
- 简化审批环节，限制审批权滥用；
- 应用计算机技术推动审批电子化，提升效率；
- 借助计算机系统授权，保障审批程序不中断，形成“影子审批”机制。

#### 实施效果
天津市南开区政府认为，“超时默许”机制明确了行政审批责任，提高了审批效率和透明度，优化了经济发展环境。该机制被视为探索现代化行政管理的一项尝试。

### 其他地区
除天津市南开区外，多地也开展了类似的“超时默许”或相关机制的实践。这些地区包括黑龙江省双鸭山市、武汉市市政务服务中心、大连市政府行政服务中心、重庆市的渝北区、浙江台州的仙居县、湖北省、内蒙古等地区。
各地具体措施存在差异。例如，重庆市探索了“缺席默认”与“超时默认”结合的机制，进一步拓展了审批机制的适用范围。